# Kuhlan Affar (huyện)
Huyện Kuhlan Affar là một huyện thuộc tỉnh Hajjah, Yemen. Đến thời điểm năm 2003, huyện này có dân số 40333 người